# Samuel Matete
Samuel Matete (* 27. Juli 1968 in Chingola) ist ein ehemaliger sambischer Leichtathlet und Olympiamedaillengewinner. Bei einer Körpergröße von 1,83 m betrug sein Wettkampfgewicht 81 kg.
Er studierte Ende der 1980er Jahre an der Auburn University in Alabama und trainierte zusammen mit Athleten aus den USA.

## Olympische Spiele
Samuel Matete nahm von 1988 bis 2000 im 400-Meter-Hürdenlauf an den Olympischen Spielen teil. 1988 scheiterte er als Unbekannter im Vorlauf, 1992 wurde er als Mitfavorit im Halbfinale wegen Verlassens der Bahn disqualifiziert und auch 2000 kam er über das Halbfinale nicht hinaus. Aber 1996 erreichte er das Finale und gewann mit 47,78 s Silber hinter dem US-Amerikaner Derrick Adkins in 47,54 s.
Diese Silbermedaille war die zweite Medaille für Sambia bei Olympischen Spielen nach der Bronzemedaille des Boxers Keith Mwila 1984. Im Gegensatz zu Mwila, der vom Olympiaboykott des Ostblocks und vor allem Kubas profitiert hatte, gehörte Matete über Jahre zur Weltspitze und dürfte damit der bedeutendste Sportler Sambias sein.

## Weltmeisterschaften
Die ersten beiden Weltmeistertitel im 400-Meter-Hürdenlauf hatte 1983 und 1987 der US-Amerikaner Edwin Moses gewonnen. 1991 kamen die US-Amerikaner Kevin Young, Danny Harris und Derrick Adkins auf die Plätze 4 bis 6. Geschlagen wurden sie von Matete in 47,64 s, Winthrop Graham aus Jamaika in 47,74 s und dem Briten Kriss Akabusi in 47,86 s. Dieser Sieg war der bisher einzige eines Athleten aus Sambia bei Leichtathletik-Weltmeisterschaften.
Es war aber nicht die letzte Medaille bei Leichtathletik-Weltmeisterschaften für Sambia, denn 1993 in Stuttgart gewann Matete in 47,60 s Silber hinter Kevin Young (47,18 s), und 1995 gewann er erneut Silber in 48,03 s hinter Adkins in 47,98 s. 1997 wurde er in 48,11 s noch einmal Fünfter.

## Commonwealth Games
1990 war Matete Fünfter in 50,34 s geworden. 1994 in Victoria (British Columbia) gewann er in 48,67 s vor den Kenianern Gideon Biwott und Barnabas Kinyor. Auch bei den Commonwealth Games gewann Matete die erste Goldmedaille für Sambia in der Leichtathletik.

## Bestleistung
Seine Bestleistung von 47,10 s lief Matete 1991 im Letzigrund beim Weltklasse Zürich. Das war die bis dahin zweitschnellste Zeit überhaupt, nur Edwin Moses war vor ihm schneller gelaufen. Und auch seither sind nur der Weltrekordler Kevin Young und Bryan Bronson schneller gelaufen. Matetes Zeit ist also nicht „nur“ Afrikarekord, sondern es ist die beste Zeit eines Nicht-US-Amerikaners sowie Rang vier der ewigen Weltbestenliste (Stand März 2009).